# Pozitronij
Pozitronij (oznaka Ps) je vezano stanje elektrona in njegovega antidelca pozitrona. Vsako povezavo delca in njegovega antidelca imenujemo eksotični atom. Elektron in pozitron se anihilirata in v okoli 142 ns nastaneta dva fotona. Pozitroniju lahko rečemo tudi pozitronski atom. Pozitronij spada med leptone.
Osnovno stanje pozitronija (podobno kot pri vodiku) vsebuje dve možnosti glede na orientacijo spina elektrona in pozitrona. 

Singuletno stanje z nasprotnima spinoma se imenuje parapozitronij (S = 0, MS = 0) in se označuje z 1S0. To stanje ima srednjo življenjsko dobo 125 ps, razpade pa v dva fotona gama žarkov.

Tripletno stanje z vzporednima spinoma (S = 1, MS = -1, 0, 1) se imenuje ortopozitronij in se označuje z 3S1. Tripletno stanje ima srednjo življenjsko dobo 142,05 ns ,
razpade pa v tri fotone žarkov gama.
Energijski nivoji pozitronija so podobni energijskim nivojem vodikovega atoma. Zaradi reducirane mase (ki je dvakrat manjša kot pri vodikovem atomu) so frekvence spektralnih črt dvakrat manjše od frekvenc spektralnih črt vodikovega atoma. Velikost pozitrona je 0,106 nm (dvakrat več kot atom vodika), energija, ki je potrebna za ionizacijo je 6,77 eV (polovica energije pri vodiku).

## Energijski nivoji pozitronija
Pri pozitroniju lahko določimo energijske nivoje na podoben način kot pri vodiku.
Tako ima n-ti energijski nivo energijo:
{\displaystyle E_{n}=-{\frac {\mu e_{0}^{4}}{8h^{2}\epsilon _{0}^{2}}}{\frac {1}{n^{2}}}\,.}
kjer je
- {\displaystyle e_{0}\,} osnovni naboj elektrona (isti kot za pozitron)
- {\displaystyle h\,} Planckova konstanta
- {\displaystyle \epsilon _{0}\,} influenčna konstanta
- {\displaystyle \mu \,} reducirana masa
- {\displaystyle n\,} energijski nivo (glavno kvantno število)

Reducirana masa je v tem primeru
{\displaystyle \mu ={{m_{e}m_{p}} \over {m_{e}+m_{p}}}={\frac {m_{e}^{2}}{2m_{e}}}={\frac {m_{e}}{2}},}
kjer je
- {\displaystyle m_{e}} masa elektrona (ista kot masa pozitrona)
- {\displaystyle m_{p}} masa pozitrona (ista kot masa elektrona)

## Dipozitronij
Dipozitronij je molekula dveh pozitronijev (torej vsebuje dva elektrona in dva pozitrona) V letu 2007 so dipozitronij prvič uspeli narediti tako, da so s curkom pozitronov obstreljevali tanek film iz čistega silicija.
Dipozitronij je podoben molekuli vodika. Obstoj takšne molekule je že v letu 1946 predvideval ameriški teoretski fizik John Archibald Wheeler (1911 – 2008).
Pozitronska voda je namišljena voda, ki bi jo sestavljal kisik in dva pozitronska atoma. Do sedaj še niso uspeli narediti pozitrotronske vode.